# Подслон (филм)
Вижте пояснителната страница за други значения на Подслон.
„Подслон“ е български игрален филм от 2010 година на режисьора Драгомир Шолев, по сценарий на Разван Радулеску и Мелиса де Рааф. Оператор е Крум Родригес. Създаден е по идея на Драгомир Шолев. В него Ирена Христоскова играе момче пънкар. Филмът е първият, спечелил награда на международния „София филм фест“ (2011).

## Сюжет
12-годишният Радо, син на треньора по водна топка Стойчев, вече е почти пънкар. Господин Стойчев не може да разбере защо, след като е бил добър баща, синът му е готов на всичко, за да избяга с „първите срещнати на улицата наркомани“.

## Актьорски състав
- Янина Кашева
- Цветан Даскалов
- Мирослав Аврамов
- Ирена Христоскова
- Силвия Герина
- Калоян Сирийски

## Награди
- Наградата за дебют на 29-ия ФБИФ „Златната роза“ (Варна, 2010).
- Наградата за операторска работа на Крум Родригес (поделена с Антон Бакарски за „Лов на дребни хищници“) на 29-ия ФБИФ (Варна, 2010).
- Голямата награда за най-добър филм в Международния конкурс на режисьора Драгомир Шолев и продуцента Росица Вълканова на 15-ия СФФ, (София, 2011).
- Наградата на КОДАК за най-добър български игрален филм в лицето на продуцента Росица Вълканова на 15-ия СФФ, (София, 2011).
- Наградата на публиката на 15-ия СФФ, (София, 2011).
- Награда за режисура в лицето на Драгомир Шолев на 12-ия МКФ (Братислава, Словакия, 2010).
- Наградата за дебют в игралното кино на See Fest – The South East European Film Festival, (Лос Анжелис, САЩ 2011).
- Наградата за най-добър игрален филм от БФА, (2011).
- Наградата за режисьор на игрален филм в лицето на Драгомир Шолев от БФА, (2011).
- Наградата за филмов монтаж на Кеворк Асланян (и за филма „Стъпки в пясъка“) от БФА, (2011).
- Наградата за филмова сценография на Ванина Гелева за филмите „Тилт“ и „Подслон“ от БФА, (2011).
- „Специалната награда“ на журито на Международен кинофестивал в (Одеса, Украйна, 2011).
- Наградата за най-добър режисьор в лицето на Драгомир Шолев на 3-тия МФФ (Прищина, Косово, 2011).
- „Сребърна награда“ за най-добър филм на 28-ия Фестивал CineBogota, (Богота, Колумбия, 2011)
- Наградата New Visions на 32-рия МФФ „Братя Манаки“, (Битоля, Република Македония, 2011).
- „Голямата награда“ за най-добър европейски филм на 13-ия Фестивал на европейското кино, (Есон, Франция, 2011).
- Наградата за мъжка роля на Цветан Даскалов на 13-ия Фестивал на европейския филм, (Есон, Франция, 2011).
- Наградата на студентското жури на 13-ия Фестивал на европейския филм, (Есон, Франция, 2011).